# Éditions de l'Iconoclaste
Les Éditions de l'Iconoclaste, également appelées L'Iconoclaste, sont une maison d'édition de littérature créée en 1997 à Paris. 
Historiquement spécialisée dans les beaux-livres (livres d'art ou d'histoire), elle publie également des auteurs contemporains français.

## Historique
La maison d'édition est fondée en 1997, par Sophie de Sivry – épouse de Laurent Beccaria fondateur des éditions Les Arènes, « maison sœur » de L'Iconoclaste – au 3, rue Rollin à Paris. En 2010, L'Iconoclaste déménage et s'installe au 27, rue Jacob dans le 6e arrondissement, dans les anciens locaux historiques des éditions du Seuil. La maison d'éditions partage dès lors ses infrastructures administratives, commerciales et de presse avec Les Arènes et la revue XXI. En 2019, la maison d'édition s'installe au 26, rue Jacob à Paris.

## Principaux auteurs
- Christophe André
- Jean-Baptiste Andrea
  - Ma reine – prix du premier roman et prix Femina des lycéens, 2017
  - Des diables et des saints – grand prix RTL-Lire, 2021
  - Veiller sur elle – prix du roman Fnac et prix Goncourt, 2023
- Christian Bobin
- Julien Cabocel
- Cécile Coulon
  - Une bête au paradis — prix littéraire du Monde, 2019
- Marie Desplechin
- Adeline Dieudonné
  - La Vraie Vie – prix Renaudot des lycéens, 2018
- Thierry Illouz
- Titiou Lecoq
- Tobie Nathan
- Mathieu Palain
  - Ne t'arrête pas de courir — prix Interallié, 2021
- Judith Perrignon
- Isabelle Spaak,
  - Une mère etc., 2019
- Matthieu Ricard
- Emmanuel de Waresquiel
  - Le Temps de s'en apercevoir – prix des Deux Magots, 2019